# Timothy V. Murphy
Timothy Vincent Murphy (* 5. April 1960 in Tralee, County Kerry) ist ein irischer Schauspieler, der durch seine Rolle aus den Serien Sons of Anarchy und Criminal Minds Bekanntheit erlangte.

## Leben und Karriere
Timothy Murphy wurde als eines von sieben Kindern von Edward und Mary Murphy in Tralee geboren. In Dublin begann er später, sich der Schauspielerei zuzuwenden und begann dort am Focus Theatre aufzutreten. Parallel dazu, arbeitete er als Türsteher in Dubliner Clubs. Später besuchte er das University College Cork, welches er mit zwei Mastern in Jura und Rechnungswesen abschloss. Bevor er sich in Los Angeles niederließ um seine Schauspielkarriere zu ermöglichen, arbeitete Murphy etwa in Südafrika, in der New Yorker Bronx und in Florida etwa als Bauarbeiter und Barkeeper.
Seit 1991 ist Murphy als Schauspieler in Film und Fernsehen aktiv. Er war zunächst in dem Kurzfilm Home Straight zu sehen, bevor er erste Gastrollen in US-Serien übernahm, so etwa in Glenroe, The District – Einsatz in Washington, V.I.P. – Die Bodyguards, Six Feet Under – Gestorben wird immer, The Agency – Im Fadenkreuz der C.I.A. oder Alias – Die Agentin. 2011 übernahm er in Staffel 6 und 7 der Serie Criminal Minds die Rolle des IRA-Terroristen Ian Doyle, der vor allem mit der Vergangenheit mit der von Paget Brewster dargestellten Emily Prentiss in Zusammenhang steht.
Weitere wiederkehrende Rollen spielte Murphy etwa als Isaak Sidorov in zwei Staffeln der Serie Navy CIS: L.A. oder als Galen O'Shay in den Staffeln vier bis sechs von Sons of Anarchy wofür er als Bester Gegenspieler beim BuzzFocus Readers Choice Award gewürdigt wurde. 2015 folgten wiederkehrende Rollen in True Detective und The Bastard Executioner.
Neben seinen Serienauftritten ist Murphy auch regelmäßig in Filmen zu sehen, etwa 2002 in Pit Fighter 2 – The Beginning, 2007 in Das Vermächtnis des geheimen Buches, 2008 im Film Appaloosa, 2010 in MacGruber, 2013 an der Seite von Johnny Depp als Fritz in The Lone Ranger oder 2017 als Isidore in Anything. 2020 war er als Commander Grey in der Serie Snowpiercer zu sehen.  Als langjähriges Mitglied des Actors Studio ist Murphy auch regelmäßig auf Theaterbühnen zu sehen. So wurde er etwa für einen Ovation Award für sein Auftritt im Stück The Beauty Queen of Leenane nominiert. Gelegentlich leiht er auch Videospielfiguren, etwa in Mafia II oder Call of Duty 4: Modern Warfare, seine Stimme.

## Privates
Am 22. Juli 2015 wurden Murphy und seine Frau Caitlin Manley Eltern eines Sohnes.

## Filmografie (Auswahl)
- 1991: Home Straight (Kurzfilm)
- 1995: Glenroe (Fernsehserie, eine Episode)
- 1999: The Doorman
- 2001: The District – Einsatz in Washington (The District, Fernsehserie, Episode 1x12)
- 2001: The Scary Side of Randall Coombe
- 2001: V.I.P. – Die Bodyguards (V.I.P., Fernsehserie, Episode 4x02)
- 2002: Six Feet Under – Gestorben wird immer (Six Feet Under, Fernsehserie, Episode 2x09)
- 2002: Pit Fighter 2 – The Beginning (The Honorable)
- 2003: The Perfect Wife
- 2003: The Agency – Im Fadenkreuz der C.I.A. (The Agency, Fernsehserie, Episode 2x18)
- 2003: Missing Brendan
- 2003: Alias – Die Agentin (Alias, Fernsehserie, Episode 3x04)
- 2003: Red Roses and Petrol
- 2004: Shallow Ground
- 2004: Nip/Tuck – Schönheit hat ihren Preis (Nip/Tuck, Fernsehserie, Episode 2x05)
- 2005: Pit Fighter
- 2005: What's Up, Scarlet?
- 2006: 24 (Fernsehserie, 2 Episoden)
- 2007: Manband! The Movie
- 2007: Das Vermächtnis des geheimen Buches (National Treasure: Book of Secrets)
- 2008: Appaloosa
- 2008: Gemini Division (Fernsehserie, 2 Episoden)
- 2009: The Butcher
- 2010: Treasure of the Black Jaguar
- 2010: CSI: NY (Fernsehserie, Episode 6x15)
- 2010: MacGruber
- 2010: Madso's War (Fernsehfilm)
- 2011: Shameless (Fernsehserie, 2 Episoden)
- 2011: Chuck (Fernsehserie, Episode 4x21)
- 2011: Criminal Minds (Fernsehserie, 6 Episoden)
- 2011: Amber Lake
- 2011–2013: Sons of Anarchy (Fernsehserie, 11 Episoden)
- 2012: Enchanted Affairs (Fernsehfilm)
- 2012: Fairly Legal (Fernsehserie, Episode 2x03)
- 2012: Not That Funny
- 2012: Longmire (Fernsehserie, Episode 1x02)
- 2012: Burn Notice (Fernsehserie, Episode 6x09)
- 2012: Hell on Wheels (Fernsehserie, Episode 2x03)
- 2012: Lost Angeles
- 2012: Dark Canyon
- 2012: Revenge (Fernsehserie, Episode 2x08)
- 2012–2013: Navy CIS: L.A. (NCIS: L.A., Fernsehserie, 4 Episoden)
- 2013: The Frankenstein Theory
- 2013: BlackBoxTV (Fernsehserie, Episode 4x12)
- 2013: Lone Ranger
- 2013: To Hell with a Bullet
- 2014: Vendetta Rider – Weg der Rache (Road to Paloma)
- 2014: Perception (Fernsehserie, Episode 3x04)
- 2014: Hawaii Five-0 (Fernsehserie, Episode 5x04)
- 2014: Hot Bath an' a Stiff Drink
- 2015: Scorpion (Fernsehserie, Episode 1x18)
- 2015: Grace & Frankie (Fernsehserie, 3 Episoden)
- 2015: How to Be a Gangster in America
- 2015: True Detective (Fernsehserie, 6 Episoden)
- 2015: The Bastard Executioner (Fernsehserie, 10 Episoden)
- 2016: No Way to Live
- 2016: Heaven's Floor
- 2016: Code Black (Fernsehserie, Episode 2x07)
- 2017: Chicago P.D. (Fernsehserie, Episode 4x09)
- 2017: An Klondike (Fernsehserie, 4 Episoden)
- 2017: The Last Man on Earth (Fernsehserie, Episode 3x10)
- 2017: Tragedy Girls
- 2017: Anything
- 2017–2018: Damnation (Fernsehserie, 4 Episoden)
- 2018: Westworld (Fernsehserie, 2 Episoden)
- 2018: Taken (Fernsehserie, Episode 2x14)
- 2018: The Ninth Passenger
- 2018: Quantico (Fernsehserie, 5 Episoden)
- 2019: The Man in the High Castle (Fernsehserie, Episode 4x09)
- 2019: Charmed (Fernsehserie, Episode 2x06)
- 2020: L.A.’s Finest (Fernsehserie, 4 Episoden)
- 2020: Anti-Life – Tödliche Bedrohung (Breach)
- 2020–2021: Snowpiercer (Fernsehserie, 9 Episoden)
- 2021: S.W.A.T. (Fernsehserie, 2 Episoden)
- 2021: MacGruber (Fernsehserie, Episode 1x02)
- seit 2023: Law & Order: Organized Crime (Fernsehserie)
- 2025: Guns Up